# Schlotheimia jamesonii
Schlotheimia jamesonii är en bladmossart som beskrevs av Bridel 1826. Schlotheimia jamesonii ingår i släktet Schlotheimia och familjen Orthotrichaceae. Inga underarter finns listade i Catalogue of Life.